# 基督教安息日

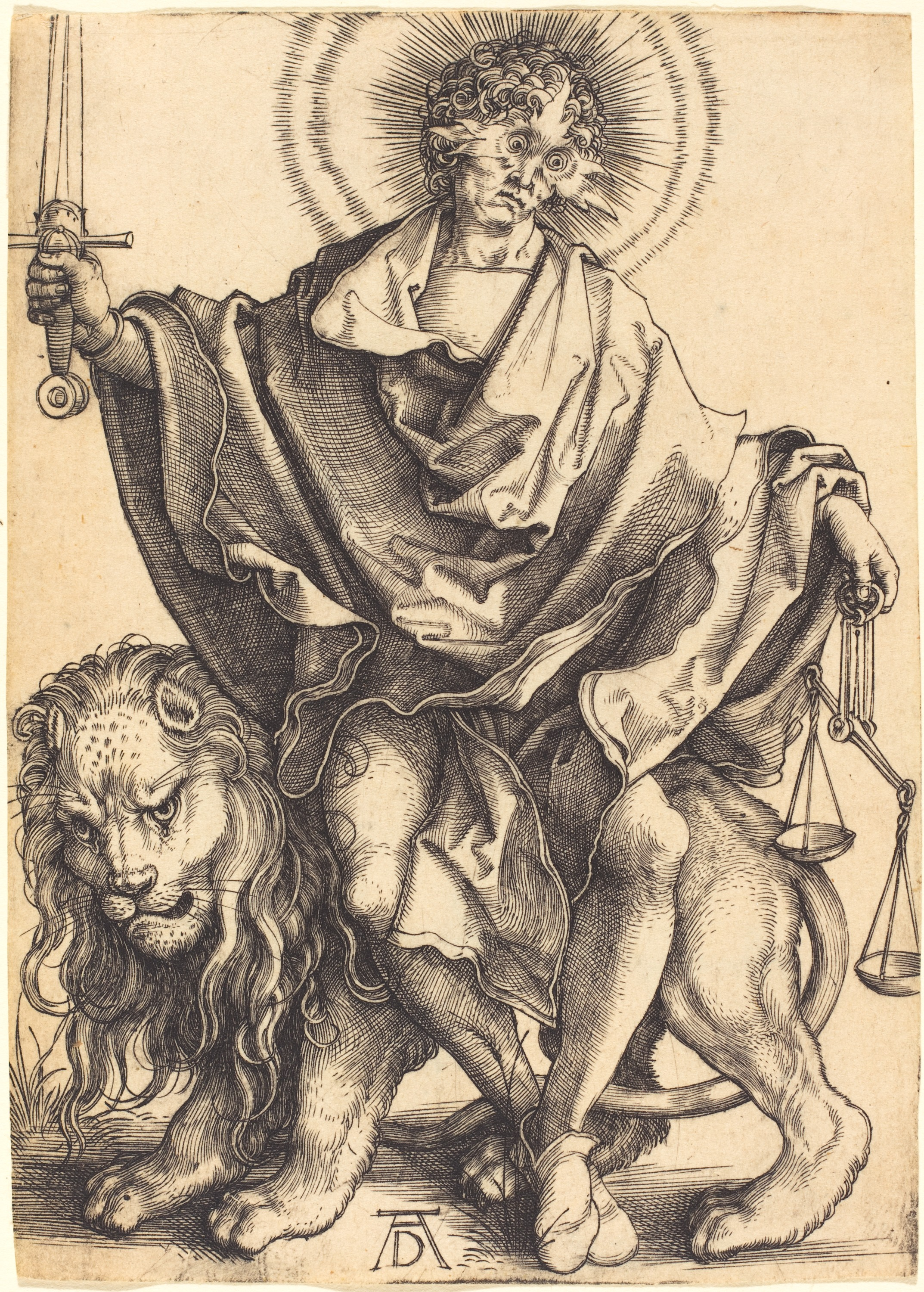
Sol Iustitiae(公义的太阳)，来源于 犹太圣经,玛拉基书 4:2. 杜勒，约于1499/1500

基督教安息日是基督教对安息日这一概念的沿袭。基督教早期通过摩西律法在犹太教内部建立起来，因此也继承了安息日的习俗。这一习俗反映了两个伟大的戒律：诫命“记念安息日，守为圣日” 以及上帝在创世记创造叙事中宣告第七日（星期五的日落到星期六的日落）为休息日的祝福。原先，这些规定与犹太教有关，在耶路撒冷的圣殿或犹太会堂里，人们会聚集在一起敬拜。
而目前西方基督教的主流是，羅馬皇帝為結合所有異教徒而改星期日，遵守主日取代了安息日的戒律，据称前者是「庆祝基督教社区从罪恶、撒旦和世俗的情欲中被解救出来，皆因耶稣七日的第一天复活。」 早期的基督徒在第七天守安息日，祷告并休息，但是他们也会在第一天聚会。到了公元4世纪，天主教徒正式将第一天，星期日作为他们的休息日，而非第七天。
東方正統教會的守安息日者运动兴起于12世纪的埃塞俄比亚并在13世纪渐成气候，最终在该区域成为规范。现代正统台瓦西多教会遵守两天的安息日，包括星期六和星期日。 而受清教徒思想的影响，长老教会和公理会，以及卫理公会和浸信会的教会，都在其信仰告白中，信奉第一天守安息日者的观点，遵守主日作为基督徒的安息日。
大约从17世纪开始，一些恢复主义的基督徒团体对他们周围教会的一些做法提出了异议，有时还对16个世纪以来被广泛接受的神学提出了质疑。 他们大多数是第七天守安息日的信徒，他们脱离了以前的教会，形成了与其它基督教团体不同的基于第七天安息日的习俗的社区。他们往往还采用了更为字面化的法律解释，不管是对是基督教的新约，还是摩西律法。

## 历史

### 安息日时间
希伯来安息日，即一周的第七天，经常被称为“星期六”，但在希伯来日历中，一天是从日落开始的，而不是从午夜开始。 因此，安息日与公历中星期五的日落到星期六的日落的这一时间段一致。 类似地，一周的第一天（“星期日”）与公历中星期六的日落到星期日的日落一致。 早期基督教会仍然遵守第七天的安息日。直到今天，在东正教和东方正统教会的教会日历中，安息日仍遵照希伯来安息日时间。
另一方面，天主教会目前的教规（教规 202§1）则定义午夜为一天的开始。

### 早期基督教
早期的基督徒继续在第七天祈祷和休息。 到公元2世纪，一些基督徒也遵守星期天，就是一周中耶稣从死里复活的日子，也是圣灵降临到使徒的日子。例如，使徒保罗和特罗亚的基督徒周日聚集在一起“擘饼”。  不久，一些基督徒只遵守星期天，而非安息日。教父的著作证明，到了第二世纪，在第一天的礼拜日举行圣餐礼已经司空见惯。 一位早期教父尤西比乌说道，对于基督徒来说，“安息日已被转移到星期日”。
复临神学家 Samuele Bacchiocchi，在他的《From Sabbath to Sunday》 一书中认为，早期基督教会从星期六安息日到星期日的过渡，是异教和政治因素以及对安息日标准的下降造成的。

### 集体崇拜
虽然主日的圣餐仪式与犹太人的安息日是分开设立的，圣餐仪式本身的中心地位使它成为凡基督徒聚集在一次时最常见的早期仪式。 直到4世纪晚期，许多时候在许多地方，人们常常除了主日之外，仍然每周在安息日聚集，在这两天举行圣餐。 在处理犹太化问题的早期教会理事会中，没有人反对遵守作为基督教节日的安息日。 例如，老底嘉公会议(363-364)仅规定，安息日圣餐必须与第一天的圣餐一样。 尼安德建议在许多地方举行安息日圣餐，作为"纪念创造的节日"。
一直持续到2世纪的有关希伯来人习俗的问题大多与安息日联系在一起。 殉道者贾斯汀倾向于在第一日参加礼拜，并写了关于希伯来人安息日休止的文章，他认为安息日颁布给以色列人只是作为一个临时的记号，旨在教导他们人类的罪恶（加拉太书 3:24-25），既然无罪的基督已经来到，就不再需要了。 他反对把"第七天安息日"固定在字面上，认为"新的律法要求你们要经常守安息日。" 因为基督教团体崇拜清楚地与圣餐相关联，而希伯来安息日则主要是一个严格的休息日。

### 休息日
在对希伯来安息日的批评中，一个共同的主题是懒惰。基督徒认为这并不符合基督徒的安息的精神。 爱任纽 (公元2世纪晚期)也引用了连续守安息日的规定，他写道，基督徒"不会被命令过一个无所事事的休息日（安息日），因为他们总是守安息日"，而 德尔图良 (公元3世纪早期)则认为"我们更应该从所有奴役的工作中始终守安息日，不仅是每个第七天，而是在每一天"。 这种对安息日的早期隐喻性解释将安息日的概念应用于基督徒的整个生活之中。
伊格那丢在他写给马格尼亚人的信中警告他们不要"犹太化"，他将犹太人的安息日与包括主日在内的基督徒生活相对比:"因此，我们不要再按犹太人的方式守安息日，喜乐于无所事事。... 但你们各人要以属灵的方式守安息日，喜乐于思想律法，不喜悦身体的松弛，仰慕神的工作，不吃前日所预备的东西，不喝已经变冷的饮料，不只走限定的路程，不喜悦无意义的跳舞和喝彩。 过了安息日，凡基督的朋友当守主日为节日，则是复活之日，是一切日子的皇后与首领。
公元2世纪和3世纪巩固了早期教会对周日崇拜的强调，以及对犹太式(基于摩西律法)遵守安息日和安息方式的排斥。 基督徒以希伯来人的方式遵守安息日的习俗减少了，这促使特尔图良注意到 “（对我们来说）安息日是奇怪的” 和不可遵守的。 即使到了公元4世纪，犹太化仍然不时成为教会内部的一个问题，但是到了这个时候，犹太化已被教会明确定作异端加以强烈地否定了。
星期天也是罗马帝国的一个工作日。 然而，在公元321年3月7日，罗马皇帝君士坦丁一世颁布了一项民事法令，规定星期日为劳动休息日，声称:
所有的法官和市民以及工匠都应该在可敬的太阳日休息。 然而，乡下人可以自由地参加田地的耕作，因为经常发生的事情是，没有其他日子可以更好地适应在沟渠中种植谷物或葡萄藤。如此，上天所带来的好处可能不会在短时间内消亡。
虽然这只是在民法而非宗教原则中确立，但教会欢迎这种发展，认为这是基督徒可以更容易地参加周日礼拜和遵守基督教安息的一种方式。 在老底嘉，教会也鼓励基督徒在可能的情况下利用这一天作基督徒的休息，而不将摩西律法的任何规定归因于基督徒休息日，并且厌弃以希伯来人的方式遵守安息日这一做法。 民法及其影响使得教会生活中的一种模式成为可能，这种模式在许多地方和文化中被模仿了数个世纪。

### 从古代到中世纪
奥古斯丁跟随早期的教父，将安息日诫命的意义灵意化，将其指称为末世的安息，而不是遵守文字上的日子。 然而，这样的写作确实有助于深化基督徒在星期天安息的观念，并且在整个中世纪早期，这一实践日益突出。
托马斯 · 阿奎那教导说，十诫是约束所有人的自然法则的一种表达，因此安息日诫命是和其他九诫命一样的道德要求。 因此，在西方，主日安息与基督教对安息日的应用联系得更为紧密，这是对"基督教安息日"(而非希伯来安息日)理念的发展。 虽然主日崇拜和主日安息与安息日的戒律紧密相连，但是对基督徒生活来说，诫命的应用却是在自由法则的范围内的，并不限于某一天，而是连续不断的。这不是对安息日时间的易弦。

#### 希伯来习俗的延续
但在中世纪，第七日的安息日至少偶发性地被少数群体所遵守。
在爱尔兰早期的教会中，有证据表明星期六的安息日与星期日的弥撒一并被作为「主日」。那个时期爱尔兰的许多教会法规似乎都是从摩西的部分法律中衍生出来的。在圣高隆的传记中，爱奥娜的阿多姆南描述了圣高隆的死亡：圣高隆在一个星期六说：“今天确实是我的安息日，因为这是我在这令人厌倦的人生中的最后一天，在我辛苦劳作之后，我要守安息日。在这个星期天的午夜，正如经上所记，‘我要走我列祖的路’。”他就在那夜死了。从上下文可以清楚地看出，星期六是安息日。因为记录显示，科伦巴在前一个星期天的弥撒上看到一个天使，而且叙述称他在同一个星期离世，在一个星期结束的安息日，在「主的夜晚」（指星期六晚上-星期日早上）。
从8世纪到12世纪，一个东方的基督教守安息日者团体被称为雅典人("不摸") ，因为他们不接触不洁净之物，也不喝致醉的饮料。这个团体被尼安德（Neander）称为阿辛尼亚人（Athinginians）：「这个教派的主要所在地是弗里吉亚（Phrygia）北部的 Armorion ，那里居住着许多犹太人。它混合了犹太教和基督教。除了不遵守割礼外，他们把洗礼和犹太教的一切仪式都结合在一起。我们也许可以视其为古老的犹太化教派的一个分支。」
红衣主教赫金罗瑟说，他们与皇帝米海尔二世（公元820-829年在位）关系密切，并证明他们遵守安息日。 直到11世纪，仍有红衣主教亨伯特称拿撒勒人为当时存在的一个守安息日的基督教团体。但在10世纪和11世纪，教派从东方向西方大规模扩张。尼安德称，神职人员的腐败为攻击占统治地位的教会提供了一个最重要的有利理由。这些基督徒有节制的生活，他们讲道和教导中的简朴和认真起了作用。「因此，我们发现他们在11世纪突然出现，出现在最多样化、彼此最遥远的国家，出现在意大利、法国，甚至出现在德国的哈茨山脉地区。」同样，「在格里高利一世、格里高利七世和12世纪的伦巴第也发现了守安息日者的踪迹。」

### 东方正统教会
正統台瓦西多教會遵守安息日，这是14世纪初Ewostatewos于埃塞俄比亚的东方正统教会传教的习俗。为了回应16世纪天主教会传教士的殖民压力，圣格拉夫德沃斯皇帝（Saint Gelawdewos）写下了他的《忏悔录》，其中包括对遵守安息日在内的传统信仰和习俗的辩解，以及对东方正统教会的基督二性论的神学辩护。

### 宗教改革

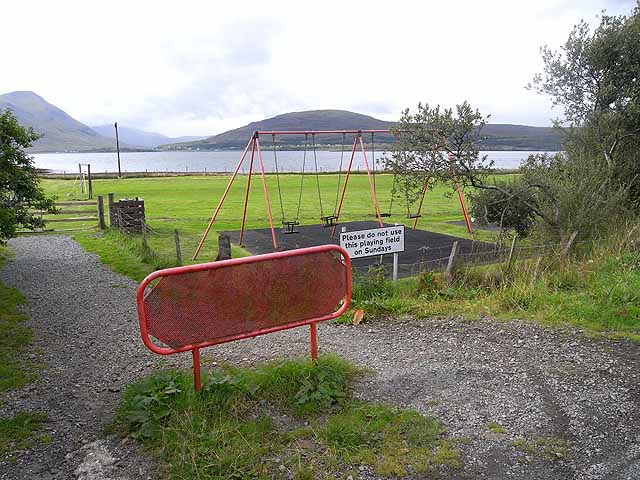
拉塞岛上的一个游乐场球场，上面写着「请不要在星期天使用这个运动场」。

从16世纪开始，新教改革者给西方带来了基督教律法的新解释。根据 Bauckham 的说法，虽然马丁﹒路德和约翰﹒加尔文拒绝接受基督徒必须遵守摩西律法的观点，包括十诫中关于安息日的第四条，但他们确实遵循了阿奎纳的自然法概念。 他们把星期天的休息看作是人类权威建立的一种公民制度，为身体休息和公众礼拜提供了机会。 在他反对反律主义的工作中，路德拒绝再接受他曾教导的废除十诫的观点。 另一位新教徒约翰卫斯理说：「我们的主涂抹了这'律例的字据'，将其撤去，钉在祂的十字架上(西 2: 14)。 但十诫所包含的道德律法，是众先知所强化的，他没有撤去。... 道德律法与仪文律法则有着完全不同的基础。... 这一律法的每一部分都必须对全人类和所有时代继续有效。」
在17和18世纪期间，撒巴塔主义在欧洲大陆和英国的新教徒中兴起并得到传播。英格兰和苏格兰的清教徒们为遵守基督教主日带来了一个新的严格主义，作为对他们认为不严格的习惯性的主日纪念的回应。他们诉诸于安息日条例，认为只有圣经才能约束人们的良心，决定他们是否或者如何休息，或者在某个特定的时间强迫他们履行义务。他们有影响力的推理也传播到其他教派，也正是主要是通过他们的影响，“安息日”在口语中变成“主日”或“星期日”代名词。 在加尔文神学传统的西敏信条（1646）中，星期日安息日主义得以信条化，并得到最成熟的表达。其第21章，论崇拜和安息日，第7-8节写道：
七．一般而言，把适当的时间分别出来敬拜上帝，乃是自然之理；同样，上帝在圣经中用一种积极的、道德的、永久的诫命，特别指定七日的一日为安息日，要万世万代的人都向祂遵守此日为圣日（出20:8，10，11；赛56:2－4，6，7）。这圣日从世界的起头到基督的复活都是一周的末一日；从基督的复活起，改为一周的第一日（创2:2，3；林前16:1-2；徒20:7），在圣经中称为主日（启1:10），而且要持守它作为基督徒的安息日，直到世界的末了（出20:8，10；太5:17-18）。
八．人人都当向主遵守这安息日为圣，要适当预备自己的心灵，提前调整日常事务，然后不仅要整日停止自己的工作及有关属世职务和娱乐的言谈与思想，守圣安息日（出20:8，16:23，25，26，29，30；31:15－17；赛58:13；尼13:15－19，21-22），而且要用全部时间，或同众人，或在私下，举行礼拜，并尽本分行必要和慈善的事（赛58:13；太12:1－13）。
这种信条认为，星期天不仅禁止工作，而且关于"世俗的工作和娱乐工作、言语和思想"也是被禁止的 反之，这一整天应该用于"公共和私人的敬拜活动，以及必要和慈善的事务"
严格的星期日安息日主义有时被称为「清教徒安息日」，与「大陆安息日」形成对比。 后者遵循欧洲大陆宗教改革后的信条，如海德堡教理问答，强调休息和礼拜在主日，但没有明确禁止娱乐活动。 然而，实际上，许多欧洲大陆的改革宗基督徒也放弃了在安息日的娱乐活动，遵循海德堡教理问答的作者撒迦利亚·伍尔西斯（Zacharaias Ursinus）的告诫：「在安息日要保持圣洁，不要在慵懒和闲散中度过一天」。
虽然第一天安息日的实践在18世纪已经衰落，但是19世纪的第一次大觉醒运动引起了人们对严格遵守周日安息日仪的更大的关注。受丹尼尔 · 威尔逊教导的影响，第一日基督教事工（Day One Christian Ministries）于1831年成立。

## 普通神学
许多基督教神学家引用例如西 2:16-17 这样的经文，认为，守安息日对今天的基督徒不应有强制的约束力。
一些非守安息日者的基督教徒提倡在一周中任何选定的日子实际安息，一些人提倡把安息日作为在基督里休息的象征性比喻;"主日"的概念通常被视为"安息日"的同义词。 这种非安息日解释通常指出，耶稣的顺服和新约完全了安息日，十诫和摩西律法，因此这些被认为是不再具有约束力的道德律，甚至有时也被认为是已经废除或撤销。 虽然根据教会的传统，星期天经常被视为基督徒集会和敬拜的日子，但是安息日的诫命与这种习俗是无关的。
非守安息日者的基督徒也引用哥林多后书 3:2-3，其中信徒被比作"一封来自基督的信，我们事奉的结果... ... 不是写在石板上，而是写在人的心板上"，这种解释说，基督徒因此不再遵循已死的正统十诫("石板") ，而是遵循写在"人的心板"上的新律法。 3:7-11 又说:"如果那带来死亡的职事，就是刻在石头上的，是带着荣耀来的... ... 那圣灵的职事岂不更加荣耀吗？ .... 并且若那衰微的尚有荣耀、那长存的荣耀该是何其大呢？" 这被解释为新约基督徒不受摩西律法的约束，也不需要守安息日。 此外，因为"爱是律法的成全"(罗马书13:10) ，新约的"律法"被认为是完全基于爱而无需理会安息日的要求的。

### 属灵的安息
那些确定神的子民仍需守安息日的非安息日信徒(如希伯来书 3:7-4:11)，经常将这一仪式当作现实世界一周的属灵安息或未来的天上的安息，而不是每周的身体休息。 例如，爱任纽认为从每周的世俗事务中脱离出来的一天的安息日，是基督徒被呼召永久献身于上帝的标志，是一个末世的象征。 对希伯来书的一种解释是，第七日安息日不再是一个常规的、字面意义上的休息日，而是一个象征性的比喻，表示基督徒在基督里享受永恒的救恩"安息"，而基督徒在基督里享受的"休息"反过来又已被迦南的应许之地所预示。 
 

## 安息日教会
大多数西方基督教将星期天视为新的安息日，称之为“基督徒安息日”。 虽然严格遵守第一日安息日的习俗在18世纪式微，在现代已几乎没有追随者，但它对更严格的星期日纪念活动的关注确实在西方产生影响，塑造了基督徒安息日的起源。 “基督徒安息日”这一术语如今已不再指一种特定的实践，而往往被用来描述基督教的星期日崇拜和休息纪念的建立。 它并不一定就指着星期六安息日的易位。基督徒安息日通常代表了基于基督教律法，实践重点和价值观而对安息日意义的重新解释。

### 罗马天主教
1998年，教宗若望保祿二世写了一封使徒信，题为《论保持主日的圣洁》(die Domini)。 他鼓励天主教徒记住保持星期天圣洁的重要性，敦促他们不要因为混合了一种轻浮的"周末"心态而失去星期天的意义。
1923年，天主教星期日联盟(Catholic Sunday League)成立，这一联盟超出了传统的天主教立场，在法国魁北克支持《圣主日法案》(Lord's Day Act) ，在该省推行第一日安息日限制，尤其是针对电影院的限制。
在拉丁教会，星期天被用来纪念耶稣复活和圣餐(天主教教义问答2177)。 这也是休闲的日子。 主日被称为一周的第一天和"第八天"，象征着起初的创造和新的创造(2174)。 罗马天主教把第一天视为礼拜聚会的日子。 10:25) ，但认为遵守一个严格的休息日并非基督徒的义务(罗马书 14:5，歌罗西书 2:16). 天主教徒建议周日休息，但这并不妨碍他们参与"普通的或无害的消遣或工作"。 本着安息日的精神，天主教徒应该从奴役性的工作中休息一天，这也使这一天成为"抗议奴役性工作和金钱崇拜的一天"(天主教教义问答2172)。 这一天通常(传统上)与主日(天主教教义问答2176)结合在一起。
红衣主教詹姆斯·吉本斯（James Gibbons）肯定周日纪念活动是罗马天主教会足以作为指引的一个例证：
 

圣经本身并不包含基督徒必须相信的所有真理，也没有明确规定他必须履行的所有职责。 不说其他例子，就问是不是每个基督徒都不得不尊星期天为圣并且在那一天放下不必要的奴役性工作呢？ 遵守这项律法是不是在我们最重要的神圣职责之中呢？ 但从创世纪读到启示录，你也不会找到一条授权星期日成圣的经文。 圣经强制执行的是星期六，一个如今我们永远不会圣化的日子。
- 我们的教父的信仰，红衣主教吉本斯，p72

### 东正教
正教会的主日崇拜也不直接遵守安息日的仪式。 东正教纪念第一天(礼拜日，开始于星期六晚上)为一个每周的节日，纪念基督的复活，也把它当作一个微型的逾越节。 因此，它往往在一周的庆祝活动中占首位，与其它大型节期地位同等 。 神圣的礼拜仪式，使得地上的参与者能加入到那些在神的国度里敬拜的人当中，因此将第一天和第八天联合一起，如此整个教会与基督的交通完全实现。 因此，作为一个东正教集会崇拜的时间，怎样评价它的重要性都不为过。
教会申明其有权指定这个节期(和所有纪念活动)的时间，这一权利来自于给予使徒的权力，并通过按手已经传递给主教，为的是管理教会在地上，并遵行圣灵的引导 (约翰福音 20:22，约翰福音 14:26，罗马书 6:14-18，罗马书 7:6)。 它没有把周日崇拜当作安息日崇拜的转移，而是把仍把安息日归给星期六 但确定其为一种圣经"类型"——先导，先导只有在基督完成了摩西律法之后才完全实现。（马太福音 5:17-18)。 因此，安息日和摩西律法仍然是一位老师，提醒基督徒圣洁地敬拜，但现在根据恩典，如今基督徒的敬拜是在周日。
在洗礼中得到的恩典使教会与基督紧密相连，基督已经给予他的子民自由，可以在直接的关系中寻求他，而不是追求任何满足自己的幻想。 这种自由的目标始终是在神的统一中与基督结合，并一直维持这种结合，贯穿今生直到来生（有时也被称为"时间的成圣"）。 因此，恩典决不允许任何有罪或无助于拯救的事，如懒惰或享乐的狂欢。 相反，它成为一个更严格的行为指导，甚于任何俗世法律，甚至摩西律法，并训练信徒在一定程度付诸禁欲的努力(罗马书 6:14-18)。
基督教正统并没有没有规定任何强制的休息时间，是一天或是任何其他时间跨度，但教会引导个人以不同的方式神圣，并认识到需要节省和休息。 诸如睡眠、放松和娱乐之类的活动变成了一个平衡和适当处理以及接受上帝怜悯的问题。 东正教基督徒在早晨起床后经常祷告说:"至高的神，怜悯的主啊，你为我们祝福。.. 你赐给我们睡眠，使我们从软弱中得恢复，又使我们劳苦的身体得安息。" 因此，为了认可上帝的恩赐，教会欢迎并支持那些让基督徒有一天不用劳动的民事法律，这些法律随后成为基督徒祈祷、休息和从事慈悲行为的机会。 基督徒在恩典中作出回应，既记念安息日休息的例子，又记念基督的主权（马可福音 2:21-28)。

#### 东方基督教与周六周日之争
东正教和东方天主教区分"安息日"(星期六)和"主日"(星期日) ，并让两者继续在信仰上为信徒发挥不同的功用。 许多教区和修道院在周六上午和周日上午都举行神圣的礼拜仪式。 教会从来不允许在任何星期六(除了神圣的星期六)或星期日严格禁食，在禁食期间(如大斋节、使徒斋戒等)的星期六和星期日禁食规则总是在一定程度上放松。 在大斋节期间，当平日的庆祝礼拜仪式被禁止，总有星期六和星期日的礼拜仪式。 教会也有专门安排给星期六和星期日的圣经阅读计划(书信和福音)，不同于周间的阅读计划。 然而，主日，作为一个对复活庆祝活动，显然得到了更多的重视。 例如，在俄罗斯正教会，星期天的敬拜总是开始于星期六晚上的通宵守夜。而在所有的东方教堂，星期天有专属的特殊的赞美诗唱诵。 如果一个节日正好在星期天，那么它总是会和星期天的赞美诗结合在一起(除非那天是十二大节之一)。 星期六则作为前一个星期天的一种庆祝活动，在这个星期六，上一个星期天的几首赞美诗会被重复演唱。
在某种程度上，东方基督徒继续把星期六作为安息日来庆祝，因为它在救赎的历史中扮演着重要的角色: 正是在星期六，耶稣在受难之后"休息"在洞穴坟墓中。 也因为这个原因，星期六是一个普遍的纪念死者的日子，特别的安魂曲经常在这一天被吟唱。 东正教的基督徒也在这一天抽出时间帮助穷人和需要帮助的人。

### 路德宗
路德宗的创始人马丁 · 路德曾说过:"我非常想知道，为什么是我，来拒绝遵守十诫的律法。..废除法律的人必然也要废除罪。" 路德宗奥斯堡信条在谈到教宗所做的改变时说:"他们提到安息日已经变成了主日，这似乎与十诫相悖逆。 他们所举的例子，只不过是关于安息日的更改。 他们说，教会的力量是伟大的，因为它已经摒弃了十诫的一条!" 路德宗历史学家奥古斯塔斯 · 尼安德说:"星期天的节日，像所有其他节日一样，始终只是一个人类的法令。"。
路德派作家玛尔瓦 · 道恩(Marva Dawn)把一整天定为安息日，他倡导在每周的任意一个24小时周期内休息，但其个人偏爱从周六日落到周日日落的24小时。他也认为集体敬拜是"上帝安息日的重要组成部分"。

### 耶穌基督後期聖徒教會
1831年，约瑟夫·史密斯发表了一篇启示，命令他的相关运动-- 成型中的耶稣基督后期圣徒教会--去进入祷告的房子，献上圣礼，从他们的劳作中解脱出来，在主日那天奉上他们的奉献。 摩门教徒相信这意味着不做任何劳动，从而使他们全神贯注于精神事务。（出埃及记 20:10). 耶穌基督後期聖徒教會的先知描述这意味着在那一天他们不应该购物，打猎，打渔，参加体育活动，或类似的活动。老斯宾塞 · w · 金博尔在他的《宽恕的奇迹》中写道，仅仅在安息日无所事事地闲逛并不能保持这一天的神圣，它需要建设性的思想和行动。
耶穌基督後期聖徒教會成員在安息日(D&C 59:13)被鼓励以"专一的心"准备他们的饭菜，并且相信这一天只为公义的活动。（以赛亚书 58:13）.在世界上大多数地方，耶穌基督後期聖徒教會成員都在星期天做礼拜。

## 第一日安息日教会和组织
遵守主日（星期日）作为基督教安息日的做法被称为第一日安息日主义。这一观点在历史上被不从国教者所欢迎，如公理会教徒、长老会教徒、卫理公会教徒和浸礼会教徒，以及许多圣公会教徒。 第一日安息日主义对西方主流基督教文化产生了很大的影响，这种影响至今仍然存在。

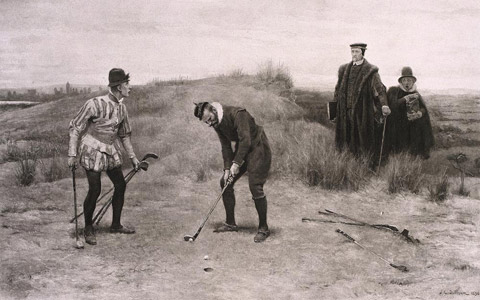
破坏安息日的人 J·C· 多尔曼(1896)

例如，长老会历史上支持的《西敏信条》(Westminster Confession) 教导第一日安息日的信条:
 
由清教徒公理主义者支持的《萨伏伊宣言》(Savoy Declaration) ，以及由改革宗浸信会支持的《第二伦敦浸信会信经》(Second London Baptist Confession) ，在第一日安息日主义上的表述，与《西敏信经》(Westminster Confession)并无二致。 一般浸信会在他们信仰告白中也提倡第一日安息日主义; 例如，《论自由意志浸信会的信仰与实践》中写道:
这是七天中的一天，从起初神的创造开始，神已经将其分别出来用以为神圣的安息和圣洁的服务。 在前一个时代，用以纪念创造之工的一周的第七天，被分别为主日。 在福音之中，凭借基督和使徒的权柄，一周的第一天被守为基督徒的安息日，以此纪念基督的复活。 在这一天，所有人都必须避免世俗的劳动，并致力于敬拜和侍奉上帝。
为了与历史上的卫理公会保持一致，圣经卫理公会连结教会在其《纪律》将第一日安息日主义奉为信条:
我们相信，在整个基督教会中，主日，在星期日，即一周的第一天纪念的，是基督徒的安息日，我们虔诚地遵守这一天作为休息和敬拜的日子，并且持续纪念我们救主的复活。 出于这个原因，除非是出于怜悯或必要的要求，我们在这个神圣的日子里要放弃世俗的工作和所有的商业活动。
在英国，推动星期日安息日的组织包括第一日基督教事工会(前身为主日守礼协会)。 在主流基督教教派坚定不移的支持下，安息日组织成立了，如美国安息日联盟(又称主日联盟)和美国主日联盟(Sunday League of America) ，以维护星期日作为基督教安息日的重要性。 成立于1888年的主日联盟持续 “鼓励所有人承认和遵守安息日，并在主日，星期日敬拜复活的主耶稣基督"。 主日联盟的管理委员会由来自基督教教会的神职人员和教会的世俗会友组成，来自包括浸礼会、天主教會、圣公会、朋友会、路德会、卫理公会、非教派主义者、东正教會、长老会和改革宗传统的其它教会。 妇女基督教禁酒联盟也支持安息日派的观点，并努力在公共领域反映这些观点。 在加拿大，主日联盟(后重新命名为加拿大人民主日协会)凭借游说成功地使该国于1906年通过了《主日法案》 ，该法案直到1985年才被废除。 纵观其历史，安息日组织，如主日联盟，在加拿大和英国的工会的支持下还发起过运动，目的是防止世俗和商业利益阻碍信仰自由，并防止工人被剥削。
慕迪圣经学院的创始人宣称:"安息日在伊甸园就有约束力，从那时起就一直有效。 这第四诫以"记住/纪念"这个词开始，表明当上帝在西奈的石版上写下律法时，安息日已经存在。 当人们承认其他九条诫命仍然有约束力的时候，他们怎么能说这一条诫命已经废除了呢?"

## 第七日安息日教会
尊崇第七日的新教徒把安息日看作是全人类而不仅仅是以色列人的休息日，他们的依据是耶稣的声明"安息日是为人设立的"(即，在创世时为人类设立的，参考马可福音2:27  希伯来书 4)和早期教会的安息日会议。 第七日安息日主义被批评为企图将犹太教中实行的旧约法律与基督教结合起来，或者试图恢复成为使用使徒书信的犹太教徒或伊便尼派。
第七日安息日者严格遵守第七日的安息日，程度类似于犹太教的安息日。 约翰 · 特拉斯克(1586-1636)和托马斯 · 布拉伯恩首先在英国倡导七日安息日。 他们的思想催生了17世纪早期在英格兰成立的第七日浸信会。 塞缪尔和塔西 · 哈伯德于1671年在罗德岛成立了第一个改派的美国教会。
世界上帝教会（Grace Communion International）和联合上帝教会（The United Church of God）都教导守第七日安息日的信息。

### 基督复临安息日会

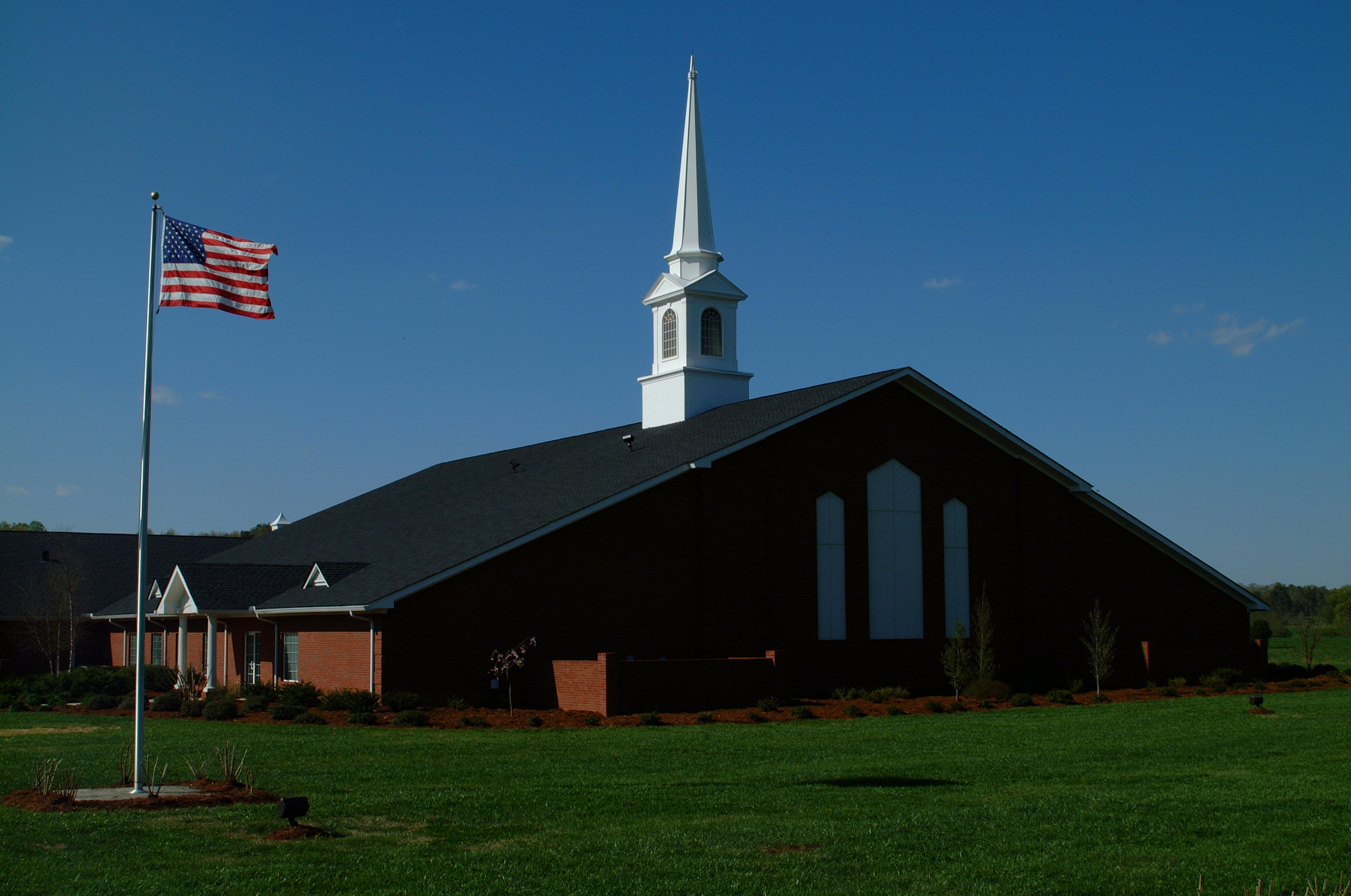
一个座基督复临安息日会的教堂。

基督复临安息日会在19世纪中叶兴起于美国。一位第七日浸礼会教友 Rachel Oakes 把一本关于第七日安息日的传单给了一位再临宗的发起人威廉·米勒，后者又把它传给了艾伦·G·怀特（Ellen·G·White）。
基督复临安息日会的《基本信仰》 第20指出: 
那赐福的创造主，在六日创造大功之后，第七日便安息了，并为所有的人设立了安息日，作为创造的记念。上帝那永不改变的律法的第四条诫命，要求人依从安息日的主耶稣的教训和作法，遵守这第七日的安息日，作为休息、崇拜与服务的日子。安息日是一个与上帝及彼此交通的喜乐的日子，它是我们在基督里蒙救赎的表征，是我们成圣的记号，是我们忠诚的标记，是在上帝之国中永恒未来的预尝。安息日是上帝与他子民之间所立永约之永恒的标记。喜乐地从晚上至晚上，从日落至日落，遵守这神圣的时刻，就是对上帝创造与救赎的庆贺。
-- 基督复临安息日会 基本信仰28条

## 相关术语
通过提喻法，新约中的"安息日"一词也可以简单地指“一星期”或“七天”，即两个安息日之间的间隔。 耶稣在法利赛人和税吏的比喻中将法利赛人描述为"一周禁食两次"(希腊语 dis tou sabbatou，字面意思是"安息日两次")。
七个一年一度的圣经节日，希伯来语称为 miqra ("聚会") ，英语称为"大安息日"。 这些节日记载在出埃及记和申命记中，不一定发生在安息日。 犹太人和少数基督徒遵守这些节日。 其中三个发生在春天: 逾越节的第一天和第七天，还有圣灵降临节。 四个在在第七月的秋天，也被称为Shabbaton：吹角节; 赎罪日（"安息日的安息日"）; 住棚节的第一天和第八天。
Shmita 年(希伯来语，字面意思是"释放") ，也被称为休假年，是以色列土地七年农业周期中的第七年，妥拉规定，这一年必须休耕。 在Shmita 年间，土地闲置休耕。 Shmita 年还涉及到债务和贷款: 当年年底时，个人债务将被视为无效或免除。
犹太安息日（Shabbat）是与基督教安息日同源的每周休息日，从星期五日落到星期六晚上天空中出现三颗星星为止; 少数基督徒也照这样的时间遵守安息日。 按照惯例，犹太安息日当在日落前不久点燃蜡烛迎接，其时间按照哈拉卡计算，每周每地都不相同。
新月，每29或30天出现一次，在犹太教和其他一些信仰中是一个重要的被单独认可的时刻。 这个日子，并不被广泛接受为安息日，但是一些希伯来根基（Hebrew Roots）和五旬节教会中，例如土著秘鲁新以色列人和创造第七日基督复临安息日教会（Creation Seventh Day Adventist Church）中，确实把新月的那一天作为安息日或休息日，从晚上直到晚上。 新月日崇拜可以持续一个整天。
在南非，基督徒布尔人从1838年开始将12月16日——誓言日(现在被称为和解日)——作为每年的安息日(感恩节的圣日)来庆祝，以纪念布尔人对祖鲁王国著名的胜利。
许多2世纪的早期基督教作家，如伪巴拿巴，爱任纽，殉道者贾斯汀和罗马的希玻里托斯追随拉比犹太教（Rabbinic Judaism）对安息日的解释，他们不把安息日解释为文字上的休息日，而是耶稣基督在世界历史的六千年之后的一千年统治。
在世俗的用法中，"安息日"基本上就是"休息日"的意思。虽然这通常指的是星期日，但在北美，人们经常用它来指代与基督教世界休息日不同目的的休息日。 在麦高恩诉马里兰州(McGowan v. Maryland 1961年)一案中 ，美国最高法院裁定，当代马里兰州的蓝色法（通常是周日休息法）旨在通过一个普通的休息日来促进世俗价值观，即"健康、安全、娱乐和一般福祉"，而这一天恰好与多数基督徒的安息日重合，这一重合既不降低其对世俗目的的效力，也不会阻止其他宗教的信徒遵守自己的圣日。